# Nelineární média
Nelineární média jsou audiovizuální média, která konzumentům (divákům, posluchačům, apod.) umožňují výběr, kdy a jakým způsobem budou dané médium sledovat, například výběrem televizních pořadů ke sledování prostřednictvím služeb typu video na vyžádání nebo výběrem z webových stránek, případně umožňují i nějakou jinou formu interakce, jakou je hraní videoher, nebo komunikace prostřednictvím sociálních médií. Nelineární média představují odklon od tradičních lineárních médií, v nichž je obsah připraven vydavatelem a následně je konzumován do velké míry pasivně. Neexistuje jediná forma nelineárních medií; spíše se s vývojem technologií objevují nové způsoby šíření obsahu. V návaznosti na rozvoj a vzestup digitálních nelineárních medií bylo vytvořeno retronymum lineární vysílání nebo lineární média, které se používá pro tradiční hromadná sdělovací média jako je televize nebo rozhlas (též lineární televize, lineární kanály, apod.).

## Televize a video
Model tradičního lineárního televizního vysílání spočívá v tom, že vysílatel sestaví program pořadů, které budou odvysílány a bude je možné sledovat ve stanovený čas. V tomto modelu si divák nemůže zvolit, že bude pořad sledovat jindy, že pořad pozastaví, část přeskočí nebo si pustí opakovaně. Naopak za nelineární televizi lze považovat jakoukoli metodu nebo technologii, která umožňuje divákům výběr, které pořady budou sledovat a kdy. Možnost sledovat pořad v době zvolené divákem se označuje jako sledování s časovým posunem; toho lze dosáhnout buď tím, že si spotřebitel pořady nahrává pomocí zařízení, jako je PVR pro pozdější sledování nebo tím, že vydavatel poskytuje obsah, který si divák může vybrat podle svého uvážení.
Nelineární obsah se často sleduje na jiném zařízení než na televizoru, například na osobním počítači nebo chytrém telefonu. Obsah videa na vyžádání (VOD) lze přenášet přes internet ze streamovacích služeb, jako je např. Netflix, Hulu, Starz nebo Prime Video nebo jej může poskytovat poskytovatel televize jako doplňkovou možnost ke svým lineárním programům. Mnoho vydavatelů obsahu nyní poskytuje streaming programů ze svých vlastních webových stránek, i když někdy je nabízený katalog, který je určitým způsobem upraven, například, aby poskytoval pouze nedávno vydané epizody. Video lze také stahovat – legálně nebo nelegálně – pomocí peer-to-peer sítí, jako je např. BitTorrent, nebo je lze stahovat přímo z webových stránek pro hosting videa.
Se zvětšující se rychlostí internetu a počtem podporovaných zařízení se zvyšuje i počet lidí, kteří nelineární média konzumují. Svědčí o tom rostoucí oblíbenost streamovacích služeb over-the-top (OTT). V roce 2015 televizní síť CBS odhadovala, že do roku 2020 bude 50 % televizního obsahu sledováno nelineárně.

## Rozhlas a audio
V případě zvukových pořadů, jako je hudba, mluvené slovo nebo diskusní pořady, umožňují nelineární audio služby posluchačům vybírat si a poslouchat pořady v době, kterou si posluchač sám určí. Online služby pro streamování hudby, jako je Spotify nebo Deezer, jsou nelineární v tom smyslu, že posluchačům umožňují z hudební nabídky dané služby vytvářet vlastní playlisty. Obdobně podcasty nabízejí možnost stahovat nebo streamovat předem nahrané pořady podobné těm, které se tradičně vysílají na rozhlasových vlnách. Některé tradiční rozhlasové stanice umožňují po odvysílání pořadu do éteru jeho přehrávání na vyžádání po internetu.